# AMX-32
Il carro da battaglia AMX-32 ha costituito lo sviluppo del progetto base AMX-30, con un incremento notevole in termini di corazzatura e potenza di fuoco. Venne sviluppato dall'Atelier de Costruzione de Yssi les Moulines, a differenza del caso dell'AMX-30, costruito dall'Atelier de Costruction de Roanne. Questo mezzo originariamente era equipaggiato con un cannone da 105 mm. In tale veste fu presentato nel 1979, ma ben presto venne rielaborato, non avendo certo potenzialità migliori dell'AMX-30, con l'incorporazione, per la prima volta per un mezzo classe 40 tonnellate, di un cannone da 120 mm, oltre che di una corazzatura migliorata. Così elaborato venne presentato nel 1981.

## Caratteristiche

### Struttura e protezione
La tecnica del mezzo comprende una struttura squadrata sia in torretta che nello scafo, segno che ovunque sia stato possibile, questo mezzo ha adottato una corazza composita e stratificata per meglio proteggerlo da attacchi di armi relativamente poco potenti, specie i razzi a carica cava della fanteria. Ovviamente non sono disponibili dettagli su tale livello di protezione, che poteva forse raggiungere l'equivalente di 400 mm. di acciaio su frontale di scafo e torretta contro minacce perforanti e 500-600 mm contro munizioni HEAT. Presente un'attrezzatura di protezione NBC standard, come i lanciafumogeni, impianto antincendio, e in opzione, un sistema per iniettare gasolio nel tubo discarico per la creazione di cortine fumogene

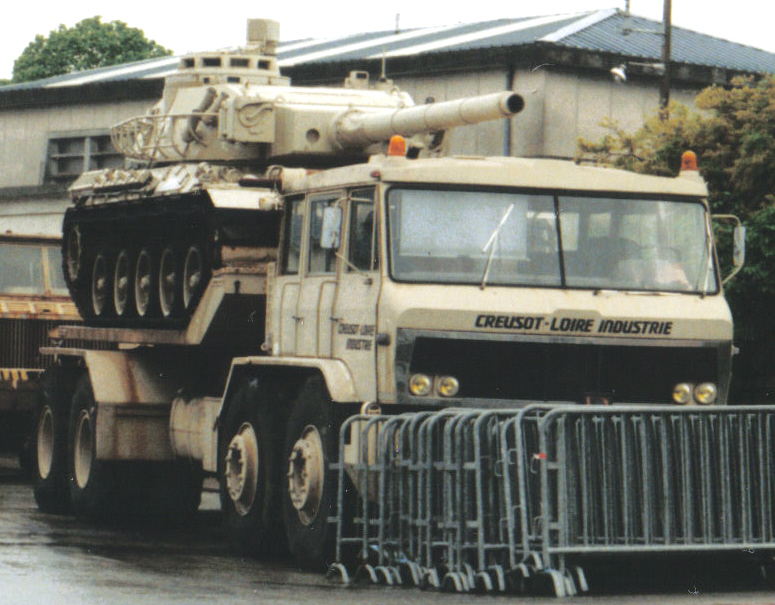
AMX-32

### Potenza di fuoco
L'armamento è costituito da un cannone da 120 mm ad anima liscia sviluppato dall'EFAB di Bourges, un cannone da 20 mm M693 con 480 colpi (elevabile a 40°) e una mitragliatrice da 7,5/7,62 sulla cupola del capocarro. La canna del cannone è molto lunga, dotata di manicotto anti-distorsione e di stabilizzatore. Tra i proiettili in dotazione possiamo trovare munizioni APDSFS in tungsteno con una velocità alla volata di 1630 m/s e con capacità di perforazione di circa 500 mm di acciaio omogeneo ad una distanza di 2 km. All'interno del mezzo sono 17 i proiettili stivati nella parte posteriore della torretta e 21 quelli nella parte anteriore dello scafo. Questo aumenta i rischi di esplosione in caso di colpi ricevuti. Il sistema di tiro lCOTAC è dotato di computer, telemetro laser e visore LLTV con camera DI TV 13 a destra del cannone. Il capocarro può utilizzare una cupola più bassa di quella presente sull'AMX-30, ma tuttavia risulta dotata di un periscopio moderno stabilizzato, con ingrandimenti da 2 a 8 volte. Il puntatore ha a disposizione un periscopio con telemetro laser a 10 ingrandimenti. Completano la dotazione 6 lanciagranate nebbiogene in gruppi di 3 per lato.

### Mobilità
Il motore e le sospensioni sono derivate da quelle dell'AMX-30. Il motore risulta essere il canonico Hispano Suiza HS–111 da 12 cilindri diesel in grado di sviluppare 720 cavalli e le sospensioni sono composte da 5 ruote per cingolo anche se risultano essere più robuste di quelle del carro da cui derivano.
L'aumento di corazzatura ed il mantenimento dello stesso propulsore ha portato ad un peggioramento del rapporto potenza peso. Per ovviare a questo inconveniente fu resa disponibile una versione sovralimentata (turbodiesel) da 880 cavalli in modo da ripristinare, a scapito dei consumi, il precedente rapporto potenza-peso.

## Esportazione
Nonostante le migliorie della dotazione di armi, corazze (dopo il primo prototipo) e sistemi di tiro, l'AMX-32 non ha avuto successo commerciale sperato. Il carro armato era economico e leggero rispetto ad altri veicoli, ma ufficialmente è stata considerata causa di insuccesso la minore mobilità rispetto a quella dell'AMX-30. L'assenza di un cliente di lancio nazionale, sicuramente ha influito sulle sorti del programma, che rimase fermo alla produzione di due soli prototipi